# Ronde van Italië 1931
| Eindklassement      |                        |               |
| Algemeen klassement | Francesco Camusso      | 105h 50' 53"  |
| Tweede              | Luigi Giacobbe         | + 2' 47"      |
| Derde               | Luigi Marchisio        | + 6' 15"      |
| Vierde              | Aristide Cavallini     | + 10' 15"     |
| Vijfde              | Ettore Balmamion       | + 12' 15"     |
| Zesde               | Augusto Zanzi          | + 12' 16"     |
| Zevende             | Antonio Pesenti        | + 13' 50"     |
| Achtste             | Ambrogio Morelli       | + 16' 59"     |
| Negende             | Felice Gremo           | + 27' 05"     |
| Tiende              | Eugenio Gestri         | + 32' 25"     |
| Rode Lantaarn       | Alberto Mongiano (65e) | + 17h 45' 34" |
| Ploegenklassement   | Legnano                | ...h ..' .."  |
| Tweede              | ...                    | -             |
| Derde               | ...                    | -             |

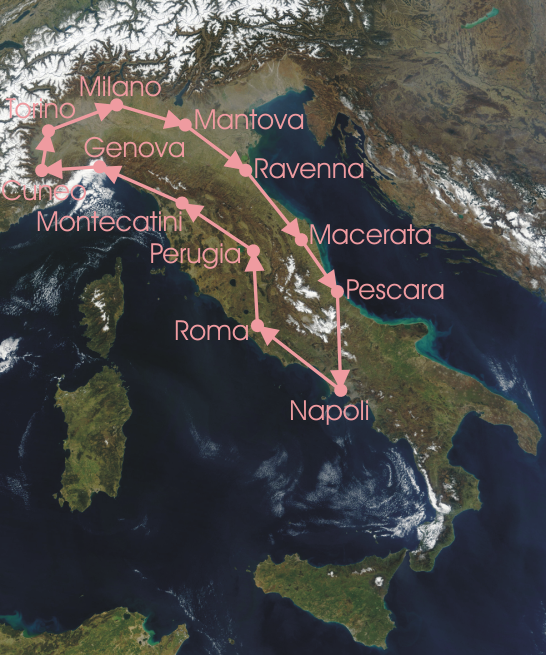
Ronde van Italië 1931

In 1931 ging de 19e Giro d'Italia op 10 mei van start in Milaan en eindigde op 31 mei in Milaan. Er stonden 109 renners verdeeld over 7 ploegen aan de start, een deel van de renners reed echter niet mee met een ploeg, maar als enkeling.  Deze ronde werd gewonnen door de Italiaan Francesco Camusso. Dit was de eerste keer dat de roze trui werd uitgereikt. 
Aantal ritten: 12

Totale afstand: 3012 km

Gemiddelde snelheid: 29,33 km/h

Aantal deelnemers: 109 waarvan 65 renners de eindstreep haalden

## Belgische en Nederlandse prestaties
In totaal namen 1 Belg (François Adam) en geen Nederlanders deel aan de Giro van 1931.

### Belgische etappezeges
- In 1931 was er geen Belgische etappezege.

### Nederlandse etappezeges
- In 1931 was er geen Nederlandse etappezege.

## Etappe uitslagen
| Datum  | Etappe    | Parcours                    | Afstand | Eerste                  | Tweede                  | Derde                     | Klassementsleider       |
| ------ | --------- | --------------------------- | ------- | ----------------------- | ----------------------- | ------------------------- | ----------------------- |
| 10 mei | etappe 1  | Milaan - Mantua             | 206 km  | Learco Guerra (Ita)     | Alfredo Binda (Ita)     | Michele Mara (Ita)        | Learco Guerra (Ita)     |
| 11 mei | etappe 2  | Mantua - Ravenna            | 216 km  | Learco Guerra (Ita)     | Fabio Battesini (Ita)   | Michele Mara (Ita)        | Learco Guerra (Ita)     |
| 13 mei | etappe 3  | Ravenna - Macerata          | 288 km  | Alfredo Binda (Ita)     | Lucia Giacobbe (Ita)    | Michele Mara (Ita)        | Alfredo Binda (Ita)     |
| 15 mei | etappe 4  | Macerata - Pescara          | 234 km  | Alfredo Binda (Ita)     | Learco Guerra (Ita)     | Michele Mara (Ita)        | Alfredo Binda (Ita)     |
| 17 mei | etappe 5  | Pescara - Napels            | 282 km  | Michele Mara (Ita)      | Learco Guerra (Ita)     | Alfredo Binda (Ita)       | Alfredo Binda (Ita)     |
| 19 mei | etappe 6  | Napels - Rome               | 256 km  | Ettore Meini (Ita)      | Antonio Pesenti (Ita)   | Renato Scorticati (Ita)   | Michele Mara (Ita)      |
| 21 mei | etappe 7  | Rome - Perugia              | 247 km  | Learco Guerra (Ita)     | Francesco Camusso (Ita) | Severino Canavesi (Ita)   | Luigi Marchisio (Ita)   |
| 23 mei | etappe 8  | Perugia - Montecatini Terme | 246 km  | Learco Guerra (Ita)     | Michele Mara (Ita)      | Raffaele Di Paco (Ita)    | Luigi Marchisio (Ita)   |
| 25 mei | etappe 9  | Montecatini Terme - Genua   | 248 km  | Michele Mara (Ita)      | Luigi Giacobbe (Ita)    | Dominico Piemontesi (Ita) | Luigi Marchisio (Ita)   |
| 27 mei | etappe 10 | Genua - Cuneo               | 263 km  | Luigi Giacobbe (Ita)    | Francesco Camusso (Ita) | Aristide Cavallini (Ita)  | Luigi Giacobbe (Ita)    |
| 29 mei | etappe 11 | Cuneo - Turijn              | 252 km  | Francesco Camusso (Ita) | Luigi Giacobbe (Ita)    | Luigi Marchisio (Ita)     | Francesco Camusso (Ita) |
| 31 mei | etappe 12 | Turijn - Milaan             | 263 km  | Ambrogio Morelli (Ita)  | Ettore Meini (Ita)      | Aldo Canazza (Ita)        | Francesco Camusso (Ita) |

 winnaars · 
roze trui · 
  puntenklassement · 
  bergklassement · 
 jongerenklassement · 
 intergiro · 
 ploegenklassement · 
 strijdlust · 
 zwarte trui
Giro d'Italia Next Gen · Giro Donne · Cima Coppi
 Belgische rozetruidragers · etappewinnaars
 Nederlandse rozetruidragers · etappewinnaars
Mannen:
1909 · 
1910 · 
1911 · 
1912 · 
1913 · 
1914 · 
1919 · 
1920 · 
1921 · 
1922 · 
1923 · 
1924 · 
1925 · 
1926 · 
1927 · 
1928 · 
1929 · 
1930 · 
1931 · 
1932 · 
1933 · 
1934 · 
1935 · 
1936 · 
1937 · 
1938 · 
1939 · 
1940 · 
1946 · 
1947 · 
1948 · 
1949 · 
1950 · 
1951 · 
1952 · 
1953 · 
1954 · 
1955 · 
1956 · 
1957 · 
1958 · 
1959 · 
1960 · 
1961 · 
1962 · 
1963 · 
1964 · 
1965 · 
1966 · 
1967 · 
1968 · 
1969 · 
1970 · 
1971 · 
1972 · 
1973 · 
1974 · 
1975 · 
1976 · 
1977 · 
1978 · 
1979 · 
1980 · 
1981 · 
1982 · 
1983 · 
1984 · 
1985 · 
1986 · 
1987 · 
1988 · 
1989 · 
1990 · 
1991 · 
1992 · 
1993 · 
1994 · 
1995 · 
1996 · 
1997 · 
1998 · 
1999 · 
2000 · 
2001 · 
2002 · 
2003 · 
2004 · 
2005 · 
2006 · 
2007 · 
2008 · 
2009 · 
2010 · 
2011 · 
2012 · 
2013 · 
2014 · 
2015 · 
2016 · 
2017 · 
2018 · 
2019 · 
2020 · 
2021 · 
2022 · 
2023 · 
2024 · 
2025
Vrouwen:
1988 · 
1989 · 
1990 · 
1991 ·
1992 ·
1993 · 
1994 · 
1995 · 
1996 · 
1997 · 
1998 · 
1999 · 
2000 · 
2001 · 
2002 · 
2003 · 
2004 · 
2005 · 
2006 · 
2007 · 
2008 · 
2009 · 
2010 · 
2011 · 
2012 ·
2013 · 
2014 ·
2015 ·
2016 ·
2017 ·
2018 ·
2019 ·
2020 ·
2021 ·
2022 ·
2023 ·
2024 ·
2025